# Zbigniew Śliwiński (Pianist)

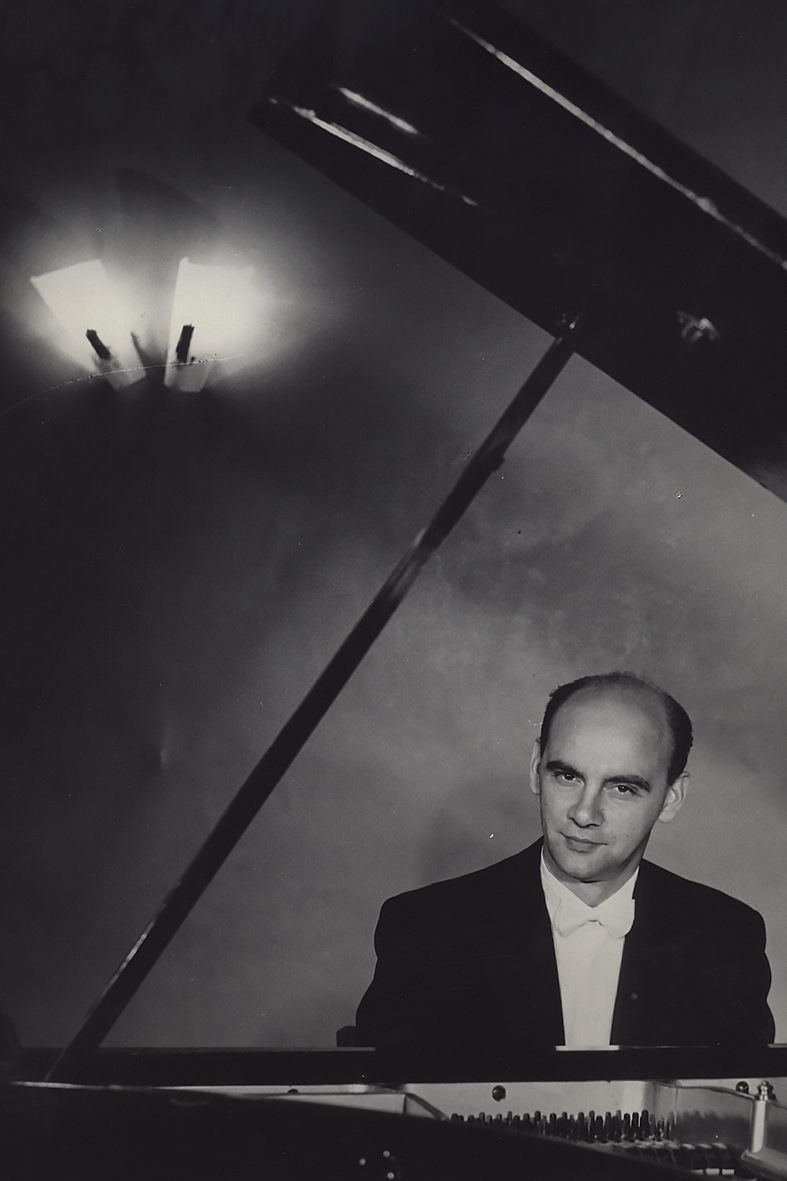
Zbigniew Sliwiński (1964)

Zbigniew Śliwiński (* 18. April 1924 in Warschau; † 16. November 2003 in Jędrzejow) war ein polnischer Pianist und Musikpädagoge.

## Leben
Von 1937 bis 1940 hatte Śliwiński Klavierunterricht bei Lech Miklaszewski in Milanówek. Er studierte dann am Untergrund-Konservatorium in Warschau bei Zofia Buckiewiczowa und nahm 1944–45 privaten Unterricht bei Bolesław Woytowicz in Milanówek. Nach dem Krieg studierte er bis 1949 an der Staatlichen Musikhochschule in Kattowitz bei Bolesław Woytowicz, von 1953 bis 1956 absolvierte er bei diesem ein Graduiertenstudium in Krakau.
Als  Konzertpianist trat Śliwiński unter Leitung von Dirigenten wie Andrzej Markowski, Kazimierz Kord, Antoni Wit und Tadeusz Strugała mit fast allen bedeutenden polnischen Orchestern auf. Er spielte Aufnahmen für den Polnischen Rundfunk ein und trat als Kammermusiker u. a. mit den Sängerinnen Irena Lewińska und Zofia Janukowicz auf.
Bereits während der Besatzungszeit gab Śliwiński Klavierunterricht. Nach dem Krieg unterrichtete er in den Musikschulen von Milanówek, Kattowitz und Chorzów, ab 1946 leitete er außerdem eine Klavierklasse an der Staatlichen Musikhochschule in Kattowitz. Ab 1961 unterrichtete er an der Staatlichen Musikhochschule in Sopot, ab 1966 in Danzig. Ab 1965 hatte er den Lehrstuhl für Klavier an der Universität Danzig inne, deren Vizerektor er von 1982 bis 1984 war. 1982–83 unterrichtete er als Gastprofessor an der Hochschule für Musik und Darstellende Kunst Stuttgart. Außerdem gab er Meisterkurse in Berlin, Brünn, Duszniki, Stuttgart und Volterra. Zu seinen Schülern zählten u. a. Jerzy Sulikowski, Bogdan Czapiewski, Maciej Szymański, Ewa Pobłocka und Katarzyna Popowa-Zydroń.
Für den Druck bearbeitete Klavierkonzerte von Michał Kleofas Ogiński, Franciszek Lessel, Felix Mendelssohn Bartholdy, Joseph Haydn und Wolfgang Amadeus Mozart, außerdem klavierpädagogische Werke von Carl Czerny, Samuil Majkapar und Sergej Prokofjew. Für seine Verdienste wurde Śliwiński u. a. mit dem Ritter-, dem Offiziers- und dem Komturkreuz des Orden Polonia Restituta (1976, 1984 bzw. 1994) ausgezeichnet.